# Miroslav Veverka
Miroslav Veverka (28. května 1927 – 29. dubna 2020) byl český právník, kriminolog, soudce a spisovatel.

## Kariéra
Absolvoval Právnickou fakultu Univerzity Karlovy a stal se soudcem, v době normalizace ale musel z justice odejít. Pracoval poté jako sociální pracovník; v této době se ve volném čase věnoval studiu biologie a dalších přírodních věd. Od roku 1990 působil jako soudce vojenského kolegia Nejvyššího soudu a poté jako trestní soudce Vrchního soudu v Praze. Ve své funkci se zabýval například kauzami představitelů Státní bezpečnosti, kupř. generála Alojze Lorence či agenta Ludvíka Zifčáka, ale také případem vraha Jiřího Kajínka.
Jeho kniha Evoluce svým vlastním tvůrcem byla na portálu Českého literárního centra zařazena do přehledu Vrcholy české non-fiction 2007–2017.

## Dílo
- Evoluce svým vlastním tvůrcem: Od velkého třesku ke globální civilizaci Praha: Prostor 2013, 1. vyd. 2013 ISBN 978-80-7260-276-6
- Hledání Boha. Praha: Prostor 2019. ISBN 978-80-7260-411-1